# Las aventuras de Hijitus
Les aventures de Hijitus és una sèrie de dibuixos animats argentina, creada el 1967 pel dibuixant espanyol Manuel García Ferré.
Va ser la primera sèrie d'animació llatinoamericana destinada al mercat televisiu, i ha estat considerada el major èxit en la història del dibuix animat d'Amèrica Llatina.
La sèrie va ser emesa per primera vegada el 7 d'agost de 1967, pel Canal 13 de Buenos Aires, en forma de microprograma diari d'un minut de durada, el qual era repetit al llarg del dia en diferents horaris, arribant posteriorment al cinema en format llargmetratge.
La tira és protagonitzada per Hijitus, un nen del carrer que viu en una canella sanitària a la ciutat de Trulalá que és assolada per l'acció del Professor Neurus. Per a defensar Trulalá i en particular els seus amics (Oaky, Pichichus i també Larguirucho, encara que amb contradiccions), Hijitus es transforma en Súper Hijitus, un superheroi amb molta força, capaç de volar.
Es va retransmetre en la dècada de 1990 amb gran èxit, i en 2010 va tornar novament a repetir-se fins al 31 de desembre de 2014, amb elevats índexs d'audiència.

## Origen

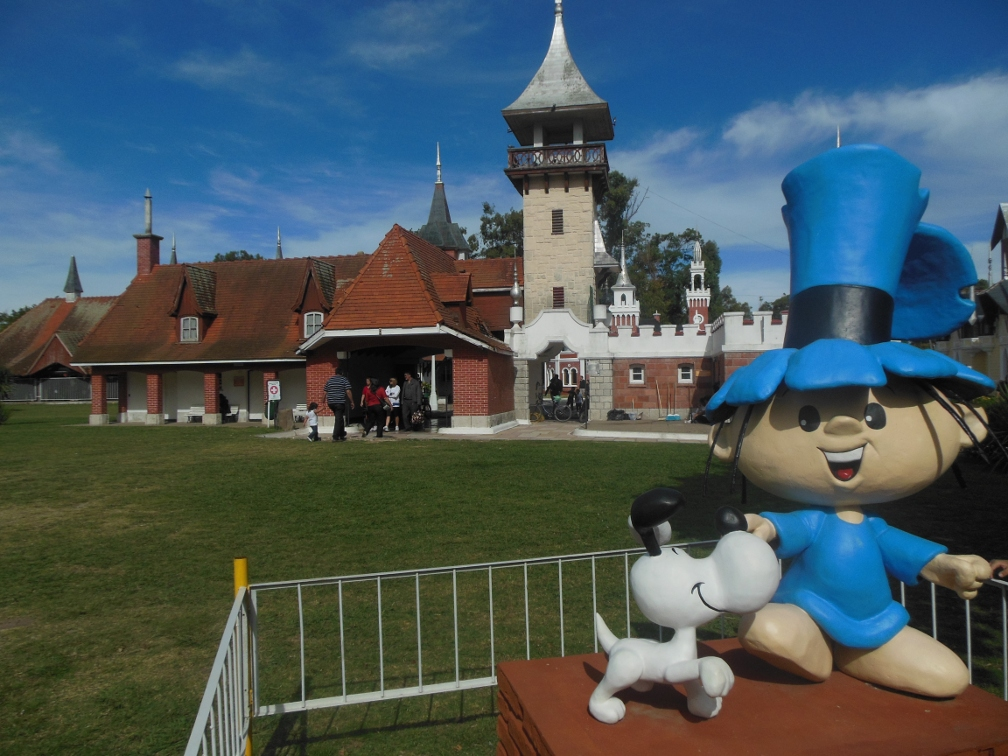
Estàtua de Hijitus en la República dels Nens de La Plata

Hijitus neix com a personatge secundari en el context de la historieta Les aventures de Pi-Pío, publicada al setembre de 1955 en la revista Billiken, publicació en la qual García Ferré col·laborava setmanalment. En aquesta versió, Hijitus era presentat com un «noi importat en observació», descendent de faraons i un dels habitants de la populosa Vila Leoncia, ciutat imaginària en la qual transcorrien les aventures de Pi-Pío, que va ser la primera historieta serial concebuda per García Ferré.

## Argument central
Hijitus és un nen del carrer que viu en una canella sanitària a les ciutats de Trulalá (el "cañitus"). Els seus amics són Pichichus (el seu gos) i Oaky (fill consentit de l'home més ric i poderós de la ciutat, Gold Silver).
Trulalá és assolada pel malvat Professor Neurus, contra els qui la llei, encarnades pel "Consell d'Ancians" i la figura del Comissari local, resulta impotent en forma manifesta.
El grup de "amiguitus" de Hijitus també està integrat per Larguirucho, un jove atabalat i ingenu que reparteix el seu temps entre participar dels malèvols plans de Neurus, jugar amb Oaky i demanar auxili a Hijitus, sense prendre consciència entre el ben i el mal.
Per combatre el mal i especialment defensar al seu amics, Hijitus es converteix en Super Hijitus, un superheroi indestructible i amb capacitats increïbles, gràcies al poder atorgat pel seu "Sombreritus". El somni del Professor Neurus és apoderar-se del meravellós barret, i per mitjà d'aquest, controlar Trulalá, i Hijitus estarà sempre disposat a impedir-ho.

## Personatges[calcitació]
- Llista de l'extensa galeria de personatges creats per Manuel García Ferré per a la sèrie; alguns van tenir un desenvolupament independent més enllà de la sèrie Hijitus al llarg del temps.

### Protagonistes
- Hijitus/Super Hijitus: Hijitus és un nen pobre que viu al carrer, dins d'una canella sanitària, amb el seu gos Pichichus. Té una colla d'amics, integrada per Oaky, el propi Pichichus i Llargarut. Es caracteritza pel seu sentit de l'amistat, la justícia i la solidaritat i per vestir sempre amb un barret o galera blava desfonat. Hijitus pot convertir-se en Super Hijitus, passant a través del barret i dient: «Barret, sombreritus, converteix-me en Super Hijitus!». Super Hijitus és indestructible i pot volar, enfrontant-se amb el vilà de la sèrie, el Professor Neurus. La seva expressió preferida és «Ojalita, ojalata, chuculita, chuculata; fufú... i chucu, chucu, chucu, chucu».
- Pichichus: És el gos i amic de Hijitus. També pot convertir-se en Super Pichichus si passa pel barret d'aquell. És adoptat per Hijitus en l'aventura anomenada «Un ovni en Trulalá», Hijitus ho defensa d'uns gossos vagabunds salvatges, convertint-se així en la mascota de Hijitus, i el seu fidel company d'aventures. No parla, però la majoria dels personatges de la sèrie comprèn els seus lladrucs.
- Oaky: És fill de l'home més ric i poderós de Trulalá, Gold Silver. És un bebè, i és el principal amic de Hijitus. Usa bolquers i dues pistoles. El seu lema favorit és «Tir, embolic i cosha golda». És un nen molt malcriat i consentit, la qual cosa, en més d'una ocasió, li va portar a aliar-se amb en Neurus. Malgrat aquesta tendència antagònica, Oaky és un nen de bon cor en el fons, i molt valent per a la seva curta edat.
- Anteojito: És un nen d'uns 8 anys, que porta grans ulleres (en castellà anteojos, d'on ve el seu nom), alegre i positiu, que viu amb el seu oncle Antifaç. Tant Anteojito com a Antifaç van tenir un desenvolupament a part de l'univers de Hijitus, vivint a una altra ciutat (Vila Trompeta), a més de tenir la seva pròpia revista (Revista Anteojito). No obstant això solien aparèixer en les aventures de Hijitus eventualment.
- Larguirucho: És amic de Hijitus i integra la seva colla, però també participa en els plans del malvat Professor Neurus, aparentment sense tenir plena consciència de la maldat dels seus actes. Llargarut es destaca per ser un bon amic de bons sentiments, però poca intel·ligència per distingir el ben del mal. La seva frase favorita quan ho criden és respondre al seu interlocutor amb «Blá má fuete, que no te ecucho».

### Antagonistes
- El Professor Neurus: És el principal antagonista de la sèrie. Es tracta d'un = Científic boig =, que el seu objectiu és prendre el poder en Trulalá. Compte per a això amb les seves invencions i una colla integrada per Pucho i Xerrac, a la qual eventualment se suma Llargarut. La seva frase favorita és: «Calla, retonto!». Del Professor Neurus també és memorable la seva forma de distribuir el botí obtingut després d'un acte delictiu: «Un per tu, dos per a mi; un altre per tu, deu per a mi; un altre més per tu, tot per a mi». El Professor Neurus utilitza un giny monstruós denominat La Marañaza, per obtenir la fortuna del milionari Gold Silver.
  - Pucho: És un sequaç a les ordres del Professor Neurus. És un típic "reu" de Buenos Aires dels barris baixos, que parla en lunfardo i té constantment un «pucho» (cigarret) en la boca, el qual es pot transformar en qualsevol objecte. És aficionat al tango i utilitza permanentment com a crossa per iniciar una frase l'expressió «Aquest que...».
  - Serrucho: És un sequaç a les ordres del Professor Neurus. No parla i es limita a fer un soroll de xerrac, fregant el cant de la seva mà contra les seves grans dents.
- La Bruixota Cachavacha: Actua sola, amb l'ajuda del seu fidel mussol Pajarraco. Viu en el camp, en un ranxo d'estil gauchesco al que crida «covacha». Cerca permanentment danyar als habitants de Trulalá i vola en escombra.
  - Pajarraco: Mussol ajudant i mascota de Cachavacha, pot parlar i és freqüentment estomacat per la bruixa.

### Personatges secundaris
- El Comissari de Trulalá: És l'autoritat policial de Trulalá, retratat com un home del Litoral argentí, amb típic accent correntino. La seva frase favorita és «Marxi pres, desacatao! Et faré repimporotear al calabós!».
- Gold Silver: Pare de Oaky. Milionari d'origen anglès o nord-americà, és l'home més ric de Trulalá, de bon cor encara que alguna cosa ingenu. La seva frase favorita és «Oaky, fill meu».
- Antifaç: Bondadós oncle de Anteojito el qual, com el seu nom ho indica sempre porta un antifaç sobre la seva cara. Tots dos personatges pertanyen a la Revista Anteojito, intervenint només eventualment en les aventures de Hijitus.
- El director del Museu: És un bondadós ancià de vasts coneixements, director del museu de Trulalá, que parla amb accent anglès o nord-americà. Cada vegada que Hijitus té un dubte, consulta les seves enciclopèdies.
- El Cap Lopecito: Assistent i braç executor de les ordres del Comissari de Trulalá.
- La vecinita de davant: és una petita nena que viu enfront de la mansió de Oaky, de qui aquest es troba enamorat, sense ser correspost; és refinada, toca el piano i rep serenates per part de Oaky en la seva balconada, aquesta enamorada de Hijitus.
- Kechum: Primer rosarino de Pucho que, en enutjar-se, vibra i provoca terratrèmols.
- Gutiérrez: El pèrfid majordom de Gold Silver, que a vegades tracta de robar-li la fortuna al seu cap. No dubte, cada tant, a aliar-se amb el Professor Neurus.
- Celler i Rampinyo: Són dos delinqüents representats amb bombí, moltes vegades s'associen al Professor Neurus.
- Raimundo: L'orfe més entremaliat de l'orfenat de Trulalá, és un nen problemàtic i maleducat, el qual acaba sent adoptat per Llargarut. Tots dos personatges tindrien el seu propi desenvolupament en la revista Desventuras de Llargarut.

### Personatges episòdics
- El Boxitracio: Un animal estrany que es creia extingit, similar a un cangur, amb guants de boxa, i amb tendència a boxejar davant la més mínima amenaça. Encara que va aparèixer en molt pocs episodis, és un dels personatges més populars i recordats de la sèrie. La seva única forma d'expressió era l'onomatopeia «Tere quete tere quete ua ua ua».
- Truku: Un robot creat per Neurus per robar bancs, derroca parets i portes de ferro.
- El Gran Hampa: Enigmàtic cap del Professor Neurus (encara que finalment es descobreix que no és un altre que Xerrac).
- Dit Negre: Delinqüent que pot disfressar-se de qualsevol persona, però sense poder ocultar el seu polze negre.
- Els Aguilotros: Ocells enemics dels Boxitracios, ja que els dos pensaven que havien conquistat primer l'Illa del Sol, Super Hijitus va resoldre el problema, i va aconseguir que no estiguessin més en guerra.
- El Drac Cantor: És un drac que quan canta expel·leix foc de la seva boca, ocasionant caos en Trulalá i es va per a la frontera.
- El pingüí hippie: És un pingüí que amb les seves melodies amb la guitarra provocava grans destrosses.
- El gat Xemeneia: És un gat dolent i astut. Aconsegueix llevar-li el barret a Hijitus, i transformar-se en "Super Xemeneia".

## Difusió

### TV
La sèrie Hijitus va ser originalment emesa pel Canal 13 de Buenos Aires, entre 1967 i 1974, en el format de microprograma d'un minut de durada, entre les tandes publicitàries de dilluns a divendres, i amb repeticions diàries.
Els caps de setmana s'emetia el resum complet de les emissions setmanals al programa La fira de l'alegria, i més tard en El club de Hijitus.
Precisament El club de Hijitus va ser un programa creat en 1968, i emès els diumenges a les 11:00 hs, també per Canal 13, sorgit arran de l'èxit de la sèrie, i conduït pels animadors Guillermo Lázzaro i Amalia Scaliter.
Al programa s'emetia el resum setmanal complet de la sèrie, i comptava amb la presència de la fada Patricia, els pallassos Firulete, Cañito i Carlitos Scazziotta, i actors disfressats representant els personatges de la sèrie, com Hijitus, Cachavacha, Llargarut, Neurus, El Comissari, etc.

### Cinema
El 12 de setembre de 1973 es va estrenar al desaparegut cinema Alfil de Buenos Aires el llargmetratge titulat Les aventures de Hijitus, llargmetratge de 82 minuts, sorgit a conseqüència de l'èxit de la sèrie televisiva.

### DVD
Al desembre de 2008 va ser editat el primer box set compost per 5 DVD, que recopilen 53 episodis de la sèrie original, incloent extres. Més tard va sortir una altra sèrie de 5 DVD que completa la sèrie.

## Equip de realització[calcitació]
Manuel García Ferré va formar un equip de producció inèdit a Llatinoamèrica per a la realització integral de la sèrie, que després va servir de base per als diversos llargmetratges.
Sota la seva adreça, van treballar:
- Directors d'Animació: Néstor Còrdova, Carlos Alberto Pérez Agüero.

- Animació i Assistència: Néstor Còrdova, Natalio Zirulnik, Horaci Colombo, Carlos Alberto Pérez Agüero, Norberto Burella, Jorge Benedetti, María Elena Soria, Alberto Grisolía i Hugo Casaglia.

- Fons: Hugo Csecs, Walter Canevaro.

- Guió: Néstor D'Alessandro, Inés Geldstein.

- Veus: Néstor D'Alessandro (Hijitus, Pichichus,dit negre, Raimundo i la Bruixa Cachavacha), Pelusa Sèrum (Llargarut, el Professor Neurus, Pucho, el Comissari,mussol de la bruixa Cachavacha,Gold Silver, Gutierrez,director del museu,xerrac, el boxitracio i alguns vianants de Trulala), Pedro Aníbal Mansilla (Antifaç,), Marion Tiffemberg (Anteojito i Oaky), Enrique Conlazo (Varis), Susana Sixto (la vecinita de davant, diversos).

- Música: Néstor D'Alessandro, Roberto Lar.

- Fotografia: Osvaldo A. Domínguez, Walter Canevaro.

- So: Francisco Busso.

- Muntatge: Silvestre Murúa.

## En altres mitjans[calcitació]

### En la Revista Anteojito
Aquests són els nombres d'edició d'Anteojito, amb la corresponent data d'emissió original dels episodis de Hijitus, presentats com a avís promocional.
- Anteojito 141 del 3/8/67. Hijitus anuncia la seva arribada el 7 d'agost d'aquest any.
- Anteojito 142 del 10/8/67. Mateixa imatge promocional ja sense l'anunci.
- Anteojito 143 del 17/8/67. Sense Publicitat de la sèrie.
- Anteojito 144 del 24/8/67. El Telepibe, ícono i mascota de canal 13 d'aquest llavors li dona la benvinguda a Hijitus.
- Anteojito 145 del 31/8/67. Sense Publicitat de la sèrie.
- Anteojito 146 del 7/9/67. Publicitat solament amb la cara de Hijitus capturada de la seva presentació.
- Anteojito 147 del 14/9/67. Imatge de Neurus ordenant a Llargarut, Pucho i Xerrac a capturar a Hijitus.
- Anteojito 148 del 21/9/67. Pucho, Llargarut, Cachavacha i Pajarraco perseguint a Hijitus pel castell.
- Anteojito 149 del 28/9/67. El Castell i l'esgarrapa faula.
- Anteojito 150 del 5/10/67. El Castell i l'esgarrapa faula.
- Anteojito 151 del 12/10/67. El Castell i l'esgarrapa faula.
- Anteojito 152 del 19/10/67. El Castell i l'esgarrapa faula.
- Anteojito 153 del 26/10/67. La Joieria.
- Anteojito 154 del 2/11/67. La Joieria.
- Anteojito 155 del 9/11/67. La Joieria.
- Anteojito 156 del 16/11/67. La Joieria.
- Anteojito 157 del 23/11/67. L'ou del Boxitracio.
- Anteojito 158 del 30/11/67. L'ou del Boxitracio.
- Anteojito 159 del 7/12/67. L'ou del Boxitracio.
- Anteojito 160 del 14/12/67. L'ou del Boxitracio.
- Anteojito 161 del 21/12/67. River Plate la passió argentina.
- Anteojito 162 del 28/12/67. Topa i Muni.
- Anteojito 163 del 4/1/68. Barrets Diabòlics.
- Anteojito 164 de l'11/1/68. El Show de Anteojito y Antifaz.
- Anteojito 165 del 18/1/68. Els Ovnis envaeixen Trulalá.
- Anteojito 166 del 25/1/68. Els Ovnis envaeixen Trulalá.
- Anteojito 167 de l'1/2/68. Els Ovnis envaeixen Trulalá.
- Anteojito 168 del 8/2/68. Cara de hijitus.
- Anteojito 169 del 15/2/68.Cara de Hijitus.
- Anteojito 170 del 22/2/68.Publicitat de Hijitus igual a la publicada en la número 142.
- Anteojito 171 de l'1/3/68. Cara de hijitus.
- Anteojito 172 del 8/3/68. El Portaviones- Primer curt en color.

- Anteojito 173 del 15/3/68. El Portaviones Més llarg de 3 hores.
- Anteojito 174 del 22/3/68. El Portaviones molt més llarg de 5 hores.
- Anteojito 175 - 28/3/68. El Portaviones moltíssim més llarg 10 hores.
- Anteojito 176 - 04/04/68 Futbol.

### CaramelerasFelfort (entre 1971 i 1977)
- Envasos de plàstic produïdes per l'empresa Felfort. Huecas, en el seu interior contenien caramels i el disseny dels personatges era realment atractiu. Es podien aconseguir en fleques i confiteries.

- Hijitus en el bagul
- Cachavacha
- Neurus
- Oaky
- Llargarut (diversos colors o samarretes)
- Fada patrícia
- Raimundo
- Buzoncito
- Súper hijitus
- Pichichus
- Comissari

### CaramelerasFelfort (entre 1987 i 1988)
- Envasos de cartró produïts per l'empresa Felfort, que contenien caramels. La il·lustració en els envasos són d'Hugo Cescs.

Es podien aconseguir en fleques i confiteries.
- Cachavacha / Hijitus
- Llargarut / Oaky

### Xiclet globus Llargarut
- Símil col·lecció Jack 1968, però en color platejat.
- La promoció incloïa l'eslògan, dit per Oaky: «Xiclet Globo Llargarut, els que menja el meu papucho».

### Col·leccions Felfort (Jack)
- Trulalá 1967 (figures de goma tova)

### Colònies Jenning
- Oaky
- Hijitus
- Calculin
- Llargarut
- Super Hijitus

### Xampú Jenning
- Anteojito
- Super Hijitus
- Calculín
- Llargarut
- Oaky

### Sabons Jenning
- Petete
- Hijitus

### Plastirama - Cuadritus 1975-77
- Cara de hijitus
- Cachavacha volant en escombra màgica.
- Oaky
- Anteojito i Antifaç